# Pierre Daru

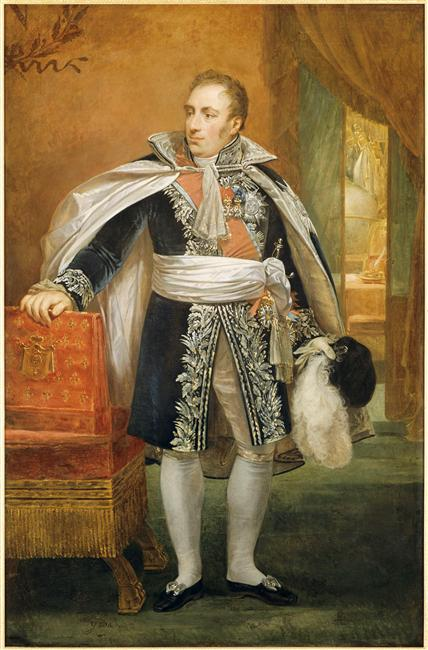
Antoine-Jean Gros: Pierre Daru, Öl auf Leinwand, 216 mal 142 cm, 1813, Schloss Versailles

Pierre Antoine Noël Mathieu Bruno Daru, Graf (* 12. Januar 1767 in Montpellier; † 5. September 1829 auf seinem Landsitz Becheville bei Meulan) war ein französischer Verwaltungsbeamter, Dichter und Historiker.

## Leben
Daru war ein Sohn des Advokaten Noël Daru (1729–1804), der das Amt des Sekretärs der Intendanz des Languedoc innehatte, und dessen Frau Suzanne (geborene Périè, 1734–1813). Sein Bruder, mit dem er von Historikern manchmal verwechselt wurde, war Graf Martial Noel Pierre Daru (2. Juli 1774 – 18. Juli 1827). Er trat nach dem Besuch der Militärschule von Tournon mit 16 Jahren in den Militärdienst ein. Er hatte eine Vorliebe für die Literatur und veröffentlichte mehrere kleine Stücke. 1789 schloss er sich mit jugendlicher Begeisterung der Revolution an, wurde 1793 Kommissar der Armee und verteidigte die Küste der Bretagne gegen die angreifenden Briten und französische Royalisten.
Ihm wurde bald vorgeworfen, mit den Royalisten und England zu sympathisieren und er wurde für zehn Monate ins Gefängnis geworfen. Dort verfasste er ein Stück mit dem Titel sans-culotte und erhielt im Sommer 1794 am 9. Thermidor nach dem Sturz von Robespierre seine Freiheit, nicht aber seine Stelle zurück. Daru wurde 1795 Leiter einer Abteilung im Kriegsministerium und später Chef der Intendantur bei der Donauarmee, die unter André Masséna in der Nordschweiz eingesetzt war. In dieser Position erwarb er sich aufgrund seines Organisationstalents und seiner Redlichkeit einen guten Ruf. Selbst während des Feldzugs fand er Zeit für einen Teil seine Übersetzung des Horaz Traduction en vers des poésies d’Horace (erschienen im Jahr 1800 in Paris), die seinen literarischen Ruf begründete, und zwei Gedichte (Poème des Alpes und Chant de guerre).
Mit der Übernahme der Macht durch Napoleon I. im November 1799 wurde er Chefkommissar der Reservearmee, die für den Einsatz in Norditalien bestimmt war. In der Kriegsverwaltung wurde er mit immer wichtigeren Geschäften betraut. So war er unter anderem für die Verpflegung der Armee zuständig. Bald wurde er vom zukünftigen Kaiser in den Grafenstand erhoben. Gemeinsam mit Louis-Alexandre Berthier und Jean-François-Aimé Dejean unterzeichnete er im Juni 1800 den Waffenstillstand mit den Österreichern, der den Feldzug in Norditalien beendete.
Es folgte eine Zeit, in der er ins Zivilleben zurückkehrte und in das Tribunat eintrat, wo er die demokratischen Prinzipien der Freiheit vertrat. Mit der Wiederaufnahme des Krieges gegen England nahm er im Mai 1803 seine Aufgaben als Oberkommissar der Armee an den Nordküsten wieder auf. Nach der Schlacht bei Austerlitz beteiligte er sich als Minister an der Ausarbeitung des Presburger Friedensvertrages. Zu dieser Zeit wurde er auch Generalintendant des Militärhaushalts Napoleons. In den Jahren 1806 bis 1807 versah er seinen üblichen Dienst bei der Armee, die gegen die Streitkräfte Russlands und Preußens ins Feld zog. Anschließend war er wiederum an der Ausarbeitung der Verträge zum Frieden von Tilsit (7. Juli 1807) und später von Wien (1809) beteiligt. Auf dem Kongress von Erfurt war Daru bei dem Gespräch zwischen Johann Wolfgang von Goethe und Napoleon zugegen.
Im Jahr 1811 sprach er sich als Staatssekretär im Ministerconseil gegen Napoleons weitere Eroberungspläne aus, konnte diese jedoch nicht verhindern. Nach der ersten Abdankung Napoleons im Jahr 1814 zog sich Daru ins Privatleben zurück, wobei er Napoleon jedoch weiterhin unterstützte. Ludwig XVIII. ernannte ihn zum Ehrenrat und Generalintendanten. Mit Napoleons Rückkehr in die Tuilerien schloss er sich erneut der kaiserlichen Regierung an.
Nach der zweiten Restauration wurde er zunächst, wie andere Anhänger Napoleons, abgesetzt. Er wurde jedoch im Jahr 1818 oder 1819 zum Pair ernannt und stimmte nun im Sinn der gemäßigten Partei. 1823 setzte sich Daru entschieden gegen den Krieg in Spanien ein.

## Familie

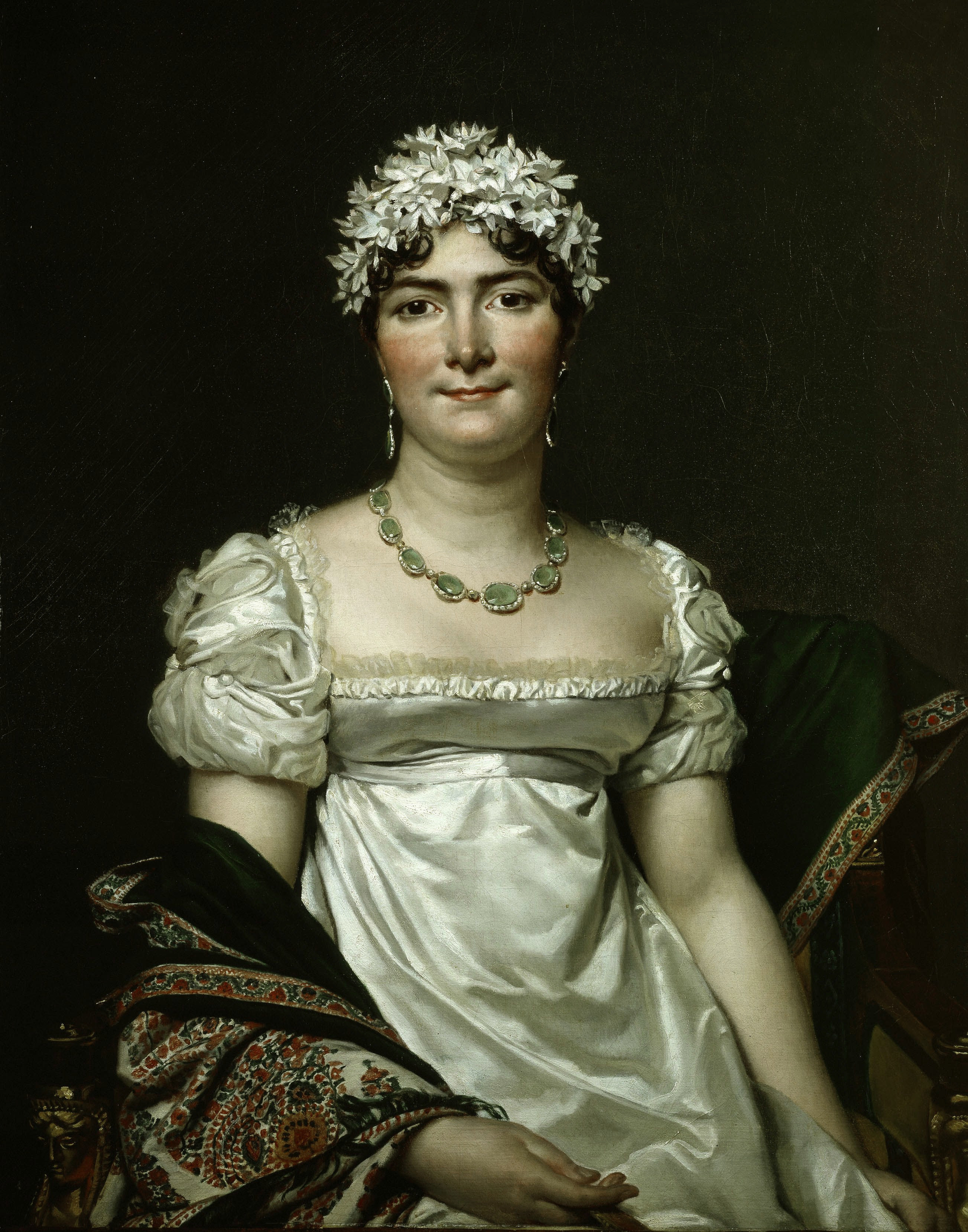
Alexandrine Thérèse Daru

Daru war seit dem 17. Mai 1802 oder 1. Juni 1802 mit Alexandrine Thérèse (geborene Nardot, 1783–1815) verheiratet, mit der er acht Kinder hatte:
- Camille-Pauline Daru (geboren 27. April 1803) ⚭ 20. Dezember 1826 mit François-Eustache de Fulques Merquis d’Oraison (1796–1876)
- Alexandre (1804) bei der Geburt oder kurz darauf verstorben
- Alexandrine-Aline Daru (27. September 1805–1876) ⚭ 16. Januar 1827 mit Charles Baconnière de Salverte (1800–1875)
- Napoléon Daru (11. Juni 1807–20. Februar 1890) ⚭ 25. August 1839 mit Charlotte-Camille Le Brun de Plaisance, vier Kinder
- Alexandrine-Amélie Daru (10. Dezember 1808–31. Dezember 1884) ⚭ 30. Juli 1829 mit Henry Dursus
- Paul Henri Daru (3. Dezember 1810–5. April 1877) unverheiratet
- Joseph-Eugène Daru (17. Januar 1813–29. Dezember 1883) ⚭ 30. Juli 1844 mit Louise-Geneviève-Clémencc Camus du Martroy, fünf Kinder
- Octavie-Adèle Daru (26. Dezember 1814–18. April 1834) ⚭ 18. Mai 1833 mit Septime de Faÿ de La Tour-Maubourg (1801–1845)

Die Familie war weitläufig mit dem Schriftsteller Marie-Henri Beyle verwandt, der viel über diese Familie in seinen privaten Tagebüchern aufschrieb und mit denen er ausgiebige Korrespondenzen pflegte.

## Ehrungen
- 1807 wurde er zum auswärtigen Mitglied der Göttinger Akademie der Wissenschaften gewählt.[8]
- Ebenfalls 1807 nahm ihn die Akademie gemeinnütziger Wissenschaften zu Erfurt als Mitglied auf.
- um 1804 Kommandant der Ehrenlegion[9]
- Ab 1808 war er auswärtiges und seit 1812 Ehrenmitglied der Preußischen Akademie der Wissenschaften.[10]
- Seit 1828 war er Mitglied der Akademie der Wissenschaften.
- Sein Name ist am Triumphbogen in Paris in der 20. Spalte eingetragen.

## Werke (Auswahl)
- mit Nicolas-Louis François de Neufchâteau, Ponce-Denis Écouchard-Lebrun: Fêtes de la liberté, et entrée triomphale des objets de sciences et d’arts recueillis en Italie. De l’Imprimerie de la République, Paris, 1798 (archive.org).
- Cléopédie, ou théorie des réputations littéraires. Paris 1800.
- Histoire de la république de Venise. Paris 1819, 7 Bände (Hauptwerk, wurde auch ins Deutsche übersetzt).
- Éloge de Sully. In: Maximilien de Béthune, duc de Sully: Mémoires du duc de Sully. Ledoux, 1822, Anhang: S. 4–39.
- Histoire des ducs de Bretagne 4. Auflage, Paris 1828, 4 Bände; deutsch von Schubert, Leipzig 1831, 2 Bände.
- L’astronomie. Firmin Didot Frères, Paris 1830 (archive.org).